# 2nd New York Infantry
Le 2nd New York Volunteer Infantry est un régiment d'infanterie qui a servi dans l'armée de l'Union pendant la guerre de Sécession. Il est également connu comme le régiment de Troy.

## Service
Le régiment est organisé à Troy, dans l'État de New York , et entre en service pour une durée de deux ans le 14 mai 1861.
Faisant partie de troupes présentes à fort Monroe, le 2nd New York Infantry, sous les ordres du colonel Joseph B. Carr participe à la bataille de Big Bethel. Lors de cet engagement le régiment subit trois pertes parmi les hommes du rang dont deux blessés et un disparu(p147),. Le 8 mars 1862, le regiment se retrouve sous le feu du CSS Virginia à Hampton Roads(p151).
Lors de la bataille des sept jours, le régiment sous les ordres du colonel J. B Carr et du lieutenant-colonel W. A. Olmsted est affectée à la brigade de Carr de la division de Hooker. Au cours des combats, les pertes du régiments s'élèvent à 10 hommes dont 1 homme du rang tué, 1 officier et 3 hommes du rang blessés et 1 officier et 4 hommes du rang disparus(p161). Parmi ces pertes, six sont subies lors de la bataille d'Oak Grove le 25 juin(p162). Le 30 juin, le régiment participe à la bataille de Glendale(p164), et le lendemain à la bataille de Malvern Hill(p165).
Du 16 août au 2 septembre 1862, le régiment participe aux opérations en Virginie septentrionale du général John Pope au sein de la brigade de Carr de la division de Hooker. Lors de cette campagne, les pertes du régiment s'élèvent à 83 dont 11 hommes du rang tués, 6 officiers et 55 hommes du rang blessés et 11 hommes du rang disparus(p167). Le 29 août, le régiment participe à la bataille de Groveton et le lendemain à la seconde bataille de Bull Run(p170).
Du 11 au 15 décembre 1862, au sein de la brigade de Revere de la division de Sickles, le régiment participe à la bataille de Fredericksburg, commandé par le colonel S. W. Park, où il ne subit aucune perte(p180).
Du 1er au 3 mai 1863, le 2nd New York Infantry participe à la bataille de Chancellorsville au sein de la brigade de Mott de la division de Berry. Le colonel Park est blessé au cours de la bataille. Les pertes du régiment s'élèvent à 54 dont 4 hommes du rang tués, 5 officiers et 39 hommes du rang blessés et 6 hommes du rang disparus(p191).
Le régiment quitte le service le 26 mai 1863.

## Victimes
Les pertes du régiment s'élèvent à 26 morts de blessures et de 22 d'autres causes, pour un total de 48 décès.

## Commandants
- Colonel Joseph Bradford Carr
- Colonel Sidney Wesley Park